# Botola 2021-22
La Botola 2021-22, también llamada Botola Pro Inwi por motivos de patrocinio, fue la 66.ª temporada de la Liga de Fútbol de Marruecos. La temporada comenzó el 10 de septiembre de 2021 y terminó el 5 de julio de 2022.

## Ascensos y descensos
Al término de la temporada 2020-21, descendieron Mogreb Atlético Tetuán y Renaissance Club Athletic Zemamra; y ascendieron Olympique Khouribga y Jeunesse Sportive Soualem tras haber quedado en los dos primeros lugares de la Botola 2.
| Pos. | Descendidos de la Botola 2020-21  |
| ---- | --------------------------------- |
| 15.º | Mogreb Atlético Tetuán            |
| 16.º | Renaissance Club Athletic Zemamra |

| Pos. | Ascendidos de la Botola 2 2020-21 |
| ---- | --------------------------------- |
| 1.º  | Olympique Khouribga               |
| 2.º  | Jeunesse Sportive Soualem         |

## Información de los equipos
| Equipo               | Acrónimo | Ciudad     | Estadio             | Capacidad |
| -------------------- | -------- | ---------- | ------------------- | --------- |
| AS FAR               | FAR      | Rabat      | Moulay Abdellah     | 65 000    |
| SCC Mohammédia       | SCCM     | Mohammédia | El Bachir           | 11 000    |
| Difaa El Jadida      | DHJ      | El Yadida  | El Abdi             | 15 000    |
| Fath Union Sport     | FUS      | Rabat      | Moulay Hassan       | 12 000    |
| Hassania Agadir      | HUSA     | Agadir     | Adrar               | 45 480    |
| Ittihad Tanger       | IRT      | Tánger     | Ibn Batouta         | 45 000    |
| JS Soualem           | JSS      | Soualem    | Errazi in Berrechid | 2000      |
| Magreb de Fès        | MAS      | Fez        | Fez                 | 45 000    |
| Mouloudia d'Oujda    | MCO      | Uchda      | Honneur             | 35 000    |
| Nahdat Berkane       | RSB      | Berkán     | Municipal           | 15 000    |
| Olympique Khouribga  | OCK      | Juribga    | Complexe OCP        | 10 000    |
| Olympic Safi         | OCS      | Safí       | El Massira          | 15 000    |
| Raja Casablanca      | RCA      | Casablanca | Mohamed V           | 67 000    |
| Rapide Oued Zem      | RCOZ     | Oued Zem   | Municipal           | 8000      |
| Wydad Casablanca     | WAC      | Casablanca | Mohamed V           | 67 000    |
| Youssoufia Berrechid | CAYB     | Berrechid  | Municipal           | 8000      |

|   | Regiones de Marruecos   | Número de equipos | Equipos                                                                                  |
| - | ----------------------- | ----------------- | ---------------------------------------------------------------------------------------- |
| 1 | Casablanca-Settat       | 6                 | CAY Berrechid, DH Jadidi, Raja Casablanca, JS Soualem, SCC Mohammédia y Wydad Casablanca |
| 2 | Béni Mellal-Khénifra    | 2                 | RC Oued Zem y Olympique Khouribga                                                        |
| 2 | Oriental                | 2                 | Mouloudia Oujda y RS Berkane                                                             |
| 2 | Rabat-Salé-Kénitra      | 2                 | AS FAR y Fath Union Sport                                                                |
| 5 | Fès-Meknès              | 1                 | Magreb AS                                                                                |
| 5 | Marrakech-Safí          | 1                 | Olympic Safi                                                                             |
| 5 | Sus-Masa                | 1                 | Hassania Agadir                                                                          |
| 5 | Tánger-Tetuán-Alhucemas | 1                 | IR Tánger                                                                                |

## Desarrollo

### Tabla de posiciones
| Pos. | Equipo                   | Pts. | PJ | G  | E  | P  | GF | GC | Dif. | Clasificación o descenso 2022-23 |
| ---- | ------------------------ | ---- | -- | -- | -- | -- | -- | -- | ---- | -------------------------------- |
| 1    | Wydad Casablanca (C)     | 63   | 30 | 19 | 6  | 5  | 46 | 24 | +22  | Liga de Campeones de la CAF      |
| 2    | Raja Casablanca          | 60   | 30 | 17 | 9  | 4  | 41 | 21 | +20  | Liga de Campeones de la CAF      |
| 3    | FAR Rabat                | 48   | 30 | 13 | 9  | 8  | 38 | 29 | +9   | Copa Confederación de la CAF     |
| 4    | Magreb de Fès            | 45   | 30 | 9  | 18 | 3  | 28 | 17 | +11  | Copa de Campeones Árabes         |
| 5    | FUS Rabat                | 43   | 30 | 11 | 10 | 9  | 34 | 30 | +4   | Copa de Campeones Árabes         |
| 6    | RS Berkane               | 41   | 30 | 10 | 11 | 9  | 39 | 33 | +6   | Copa Confederación de la CAF     |
| 7    | Olympic Safi             | 39   | 30 | 9  | 12 | 9  | 29 | 27 | +2   |                                  |
| 8    | Difaa El Jadida          | 38   | 30 | 9  | 11 | 10 | 32 | 40 | −8   |                                  |
| 9    | JS Soualem               | 36   | 30 | 9  | 9  | 12 | 37 | 38 | −1   |                                  |
| 10   | Olympique Khouribga      | 36   | 30 | 8  | 12 | 10 | 32 | 37 | −5   |                                  |
| 11   | SCC Mohammédia           | 34   | 30 | 8  | 10 | 12 | 27 | 32 | −5   |                                  |
| 12   | Hassania Agadir          | 34   | 30 | 9  | 7  | 14 | 26 | 30 | −4   |                                  |
| 13   | IT Tanger                | 33   | 30 | 8  | 9  | 13 | 31 | 41 | −10  |                                  |
| 14   | Mouloudia d'Oujda        | 33   | 30 | 7  | 12 | 11 | 35 | 38 | −3   |                                  |
| 15   | Rapide Oued Zem (D)      | 29   | 30 | 7  | 8  | 15 | 19 | 39 | −20  | Segunda División                 |
| 16   | Youssoufia Berrechid (D) | 26   | 30 | 5  | 11 | 14 | 25 | 43 | −18  | Segunda División                 |

 Fuente: FRMF.ma
Criterios de clasificación: Puntos · Enfrentamientos directos · Diferencia de goles · Goles a favor · Puntos fair-play · Play-off.
Notas:
1. ↑  Campeón de la Copa Confederación de la CAF 2021-22.
2. 1 2  Puntos en partidos directos: JS Soualem 4, Olympique Khouribga 1.
3. 1 2  Puntos en partidos directos: SCC Mohammédia 6, Hassania Agadir 0.
4. 1 2  Puntos en partidos directos: IT Tanger 4, Mouloudia Oujda 1.

### Resultados
| Local \ Visitante | CAY | DHJ | FAR | FUS | HUS | IRT | JSS | MAS | MCO | OCK | OCS | RCA | RCO | RSB | SCM | WAC |
| ----------------- | --- | --- | --- | --- | --- | --- | --- | --- | --- | --- | --- | --- | --- | --- | --- | --- |
| CAY Berrechid     |     | 3–2 | 0–1 | 1–2 | 0–1 | 0–3 | 1–1 | 0–0 | 1–0 | 0–0 | 0–0 | 0–1 | 2–1 | 0–4 | 2–0 | 0–0 |
| DH Jadidi         | 1–0 |     | 0–0 | 0–2 | 2–1 | 2–2 | 3–2 | 0–0 | 1–1 | 0–0 | 1–0 | 0–2 | 2–0 | 1–1 | 0–0 | 2–1 |
| AS FAR            | 2–1 | 3–1 |     | 1–1 | 2–1 | 4–1 | 0–3 | 0–0 | 0–3 | 1–0 | 1–1 | 1–1 | 3–1 | 1–1 | 1–0 | 0–1 |
| Fath US           | 1–1 | 2–2 | 2–1 |     | 0–0 | 2–1 | 1–0 | 1–1 | 0–0 | 1–2 | 0–1 | 0–1 | 0–2 | 2–0 | 2–0 | 3–2 |
| HUS Agadir        | 1–0 | 0–0 | 1–2 | 2–1 |     | 0–0 | 0–0 | 1–2 | 1–2 | 1–2 | 2–2 | 2–3 | 1–0 | 2–0 | 0–1 | 0–1 |
| IR Tanger         | 1–1 | 4–2 | 0–2 | 1–1 | 1–0 |     | 2–1 | 1–1 | 1–1 | 0–2 | 1–0 | 0–1 | 3–1 | 0–0 | 1–1 | 0–0 |
| JS Soualem        | 1–2 | 2–0 | 1–1 | 1–0 | 2–3 | 0–2 |     | 3–0 | 0–0 | 2–1 | 2–1 | 0–1 | 1–1 | 0–0 | 2–1 | 3–4 |
| Magreb AS         | 3–0 | 3–0 | 0–0 | 1–1 | 1–0 | 2–1 | 0–0 |     | 1–0 | 2–0 | 1–1 | 0–0 | 1–1 | 0–0 | 1–1 | 1–1 |
| MC Oujda          | 1–1 | 1–1 | 0–2 | 1–2 | 0–0 | 2–3 | 2–4 | 2–1 |     | 3–2 | 3–1 | 1–3 | 1–1 | 2–1 | 1–1 | 2–2 |
| OC Khouribga      | 3–3 | 2–2 | 2–1 | 1–1 | 2–0 | 1–0 | 0–0 | 0–0 | 0–0 |     | 1–4 | 2–2 | 1–1 | 1–0 | 0–0 | 0–3 |
| OC Safi           | 3–2 | 0–1 | 0–0 | 2–1 | 1–2 | 3–1 | 0–0 | 0–0 | 1–1 | 2–1 |     | 1–0 | 0–0 | 0–0 | 0–0 | 0–1 |
| Raja CA           | 1–1 | 2–0 | 2–1 | 1–1 | 1–0 | 1–0 | 3–0 | 1–1 | 2–0 | 2–1 | 2–3 |     | 0–0 | 1–2 | 2–1 | 2–0 |
| RC Oued Zem       | 0–0 | 0–1 | 0–3 | 0–2 | 0–2 | 1–0 | 0–2 | 0–2 | 1–0 | 1–2 | 1–0 | 1–0 |     | 3–2 | 0–0 | 0–2 |
| RS Berkane        | 4–1 | 3–2 | 2–1 | 1–0 | 0–0 | 4–1 | 4–3 | 0–0 | 1–0 | 3–3 | 1–1 | 1–2 | 0–1 |     | 3–1 | 0–1 |
| SCC Mohammédia    | 2–0 | 1–2 | 0–3 | 2–0 | 2–0 | 3–0 | 2–1 | 1–3 | 0–3 | 1–0 | 0–1 | 0–0 | 4–1 | 1–1 |     | 0–0 |
| Wydad AC          | 3–2 | 2–1 | 3–0 | 1–2 | 0–2 | 2–0 | 3–0 | 1–0 | 3–2 | 1–0 | 1–0 | 1–1 | 2–0 | 2–0 | 2–1 |     |

## Estadísticas

### Máximos goleadores
Actualizado el 5 de julio de 2022.
| N.° | Jugadores         | Club           | Goles |
| --- | ----------------- | -------------- | ----- |
| 1   | Guy Mbenza        | Wydad AC       | 16    |
| 2   | Axel Meye         | IR Tanger      | 12    |
| 3   | Lamine Diakite    | MC Oujda       | 11    |
| 4   | Chadrack Lukombe  | RS Berkane     | 10    |
| 5   | Ismail Khafi      | AS FAR         | 9     |
| 5   | Kabelo Seakanyeng | OC Khouribga   | 9     |
| 5   | Youssef Mehri     | HUS Agadir     | 9     |
| 5   | Mohsine Moutouali | Raja CA        | 9     |
| 9   | Reda Hajhouj      | FUS Rabat      | 8     |
| 9   | Oussama Lamlioui  | SCC Mohammédia | 8     |
| 9   | Hamza Khabba      | OC Safi        | 8     |

### Máximos asistentes
Actualizado el 5 de julio de 2022.
| N.° | Jugador            | Club           | Asistencias |
| --- | ------------------ | -------------- | ----------- |
| 1   | Ismail Moutaraji   | SCC Mohammédia | 10          |
| 2   | Mustapha Sahd      | JS Soualem     | 9           |
| 3   | Ahmed Hammoudan    | IR Tanger      | 8           |
| 3   | Kabelo Seakanyeng  | OC Khouribga   | 8           |
| 3   | Youssef Anouar     | MC Oujda       | 8           |
| 6   | Zakaria Hadraf     | DH Jadidi      | 7           |
| 6   | Redouane El Karoui | JS Soualem     | 7           |
| 6   | Saifeddine Bouhra  | Maghreb AS     | 7           |
| 9   | Youssef Benali     | IR Tanger      | 6           |
| 9   | Charki El Bahri    | CAY Berrechid  | 6           |